# 사오자이
샤오자이(중국어: 邵佳一, 병음: Shào Jiāyī, 1980년 4월 10일~ )는 중국의 전 축구 선수이자 현 축구 지도자로 현재 칭다오 시하이안의 사령탑을 맡고 있으며 중국 선수로는 독일 분데스리가와 독일 2. 분데스리가를 통틀어 독일 리그 최다 출전 기록을 보유하고 있다.
그는 이전에 1860 뮌헨에서 약 2시즌 반을 뛰었으며, 베이징 궈안에서 선수 생활을 시작하였다.
그는 2006년 에네르기 코트부스로 이적해, 에네르기 코트부스 홈에서 헤르타 베를린을 상대로 첫 골을 넣었고, 보루시아 도르트문트와의 어웨이 경기 이후부터 대기 명단에 포함되었다.

## 클럽 경력 통계
마지막 업데이트: 2007년 7월 13일
| 시즌  | 팀                | 국가 | 등급 | 경기 수 | 골 수 |
| ----- | ----------------- | ---- | ---- | ------- | ----- |
| 1999  | 베이징 궈안       | 중국 | 1    | 7       | 1     |
| 2000  | 베이징 궈안       | 중국 | 1    | 15      | 3     |
| 2001  | 베이징 궈안       | 중국 | 1    | 20      | 3     |
| 2002  | 베이징 궈안       | 중국 | 1    | 27      | 7     |
| 02/03 | 1860 뮌헨         | 독일 | 1    | 12      | 1     |
| 03/04 | 1860 뮌헨         | 독일 | 1    | 5       | 0     |
| 04/05 | 1860 뮌헨         | 독일 | 2    | 16      | 3     |
| 05/06 | 1860 뮌헨         | 독일 | 2    | 25      | 4     |
| 06/07 | 에네르기 코트부스 | 독일 | 1    | 29      | 2     |
| 07/08 | 에네르기 코트부스 | 독일 | 1    |         |       |

## 국제 경기 골
| # | 날짜             | 장소                     | 상대       | 점수               | 대회                                |
| - | ---------------- | ------------------------ | ---------- | ------------------ | ----------------------------------- |
| 1 | 2004년 7월 21일  | 중국, 베이징             | 인도네시아 | 5-0                | 2004년 AFC 아시안컵                 |
| 2 | 2004년 7월 21일  | 중국, 베이징             | 인도네시아 | 5-0                | 2004년 AFC 아시안컵                 |
| 3 | 2004년 8월 3일   | 중국, 베이징             | 이란       | 1-1 (4-3 승부차기) | 2004년 AFC 아시안컵                 |
| 4 | 2004년 11월 17일 | 중국, 광저우             | 홍콩       | 7-0                | 2006년 FIFA 월드컵 아시아 지역 예선 |
| 5 | 2004년 11월 17일 | 중국, 광저우             | 홍콩       | 7-0                | 2006년 FIFA 월드컵 아시아 지역 예선 |
| 6 | 2006년 9월 6일   | 중국, 톈진               | 싱가포르   | 1-0                | 2007년 AFC 아시안컵 예선            |
| 7 | 2007년 7월 10일  | 말레이시아, 쿠알라룸푸르 | 말레이시아 | 5-1                | 2007년 AFC 아시안컵                 |
| 8 | 2007년 7월 15일  | 말레이시아, 쿠알라룸푸르 | 이란       | 2-2                | 2007년 AFC 아시안컵                 |